# Vittorio Meano
Vittorio Meano (Susa, 1860 – Buenos Aires, 1904. június 1.) olasz építész, a Teatro Colón egyik tervezője.

## Pályafutása
A Torinótól nagyjából ötven kilométerre fekvő, a Szárd Királysághoz tartozó Susában született. Földmérőnek tanult a Pinerolo intézetben, majd építészetet hallgatott a torinói Academia Albertinán, többek között Francesco Tamburinitől. Amikor mestere Argentínába utazott dolgozni, segítőként magával vitte Meanót 1884-ben. Az építésszel utazott felesége, Luisa is, akivel kevéssel korábban házasodtak össze.
Meano és Tamburini együtt dolgozott a különböző argentínai megbízásokon 1890-ig, amikor az idősebb építész meghalt. Ekkor Meano vette át a Buenos Aires-i operaház építésének irányítását, majd az új nemzeti kongresszuson dolgozott. Ő tervezte a montevideói parlament épületét is.

## Halála
Meano minden délben hazasétált a kongresszusi építkezéstől a házához, amely a Rodríguez Peña utca 30. alatt állt. 1904. június 1-jén, szokásától eltérőn, már reggel hazament, és rajtakapta egyik korábbi olasz alkalmazottját, a 28 éves Carlo Passerát, ahogy kiszalad a hálószobájából. Meano, sétapálcáját felemelve, megpróbálta megállítani a férfit, de az elővett egy revolvert a nadrágja zsebéből, és kétszer rálőtt. Az első lövedék az ajtókeretbe fúródott, a második viszont behatolt az építész bal oldali tűdőlebenyébe. Vittorio Meano a sebesülés következtében meghalt.